# ジャン・エリアス・ペイシュート
ジャン・エリアス・ペイシュート（JEAN Elias Peixoto、1969年12月5日-）は、ブラジル出身の元サッカー選手。現役時代のポジションはディフェンダー（センターバック）。

## 来歴
1997年、当時セレッソ大阪の監督に就任したレヴィル・クルピの推薦によりクルゼイロECからC大阪に入団。当初は外国人枠の関係から出番が無かったが、長身で屈強な身体を活かしたハードなタックルと「殺人キック」と言われた真っ直ぐに地を這うような強烈なフリーキックを武器に守備陣の一角にのし上がる。しかしスピードの無さが欠点で、相手に抜かれた後のアフタータックルやラフプレーなどで警告を受けるシーンもしばしば見受けられた。同年のシーズン終了後にC大阪を退団。

## 所属クラブ
- -1995年  デスポルチーヴァ・フェロヴィアリア
- 1996年  クルゼイロEC
- 1997年  セレッソ大阪
- 1998年  クルゼイロEC
- 1999年  ECバイーア
- 1999年  アヴァイFC
- 2000年 - 2002年  ECバイーア
- 2002年 - 2003年  アメリカ・ミネイロ
- 2004年  アヴァイFC
- 2006年  エストレラ・ド・ノルテFC

## 個人成績
| 国内大会個人成績 | 国内大会個人成績 | 国内大会個人成績 | 国内大会個人成績 | 国内大会個人成績 | 国内大会個人成績 | 国内大会個人成績 | 国内大会個人成績 | 国内大会個人成績 | 国内大会個人成績 | 国内大会個人成績 | 国内大会個人成績 |
| 年度             | クラブ           | 背番号           | リーグ           | リーグ戦         | リーグ戦         | リーグ杯         | リーグ杯         | オープン杯       | オープン杯       | 期間通算         | 期間通算         |
| 年度             | クラブ           | 背番号           | リーグ           | 出場             | 得点             | 出場             | 得点             | 出場             | 得点             | 出場             | 得点             |
| 日本             | 日本             | 日本             | 日本             | リーグ戦         | リーグ戦         | リーグ杯         | リーグ杯         | 天皇杯           | 天皇杯           | 期間通算         | 期間通算         |
| ---------------- | ---------------- | ---------------- | ---------------- | ---------------- | ---------------- | ---------------- | ---------------- | ---------------- | ---------------- | ---------------- | ---------------- |
| 1997             | C大阪            | 4                | J                | 18               | 3                | 2                | 0                | 2                | 1                | 22               | 4                |
| 通算             | 日本             | 日本             | J                | 18               | 3                | 2                | 0                | 2                | 1                | 22               | 4                |
| 総通算           | 総通算           | 総通算           | 総通算           | 18               | 3                | 2                | 0                | 2                | 1                | 22               | 4                |